# Chasseneuil
Chasseneuil é uma comuna francesa na região administrativa do Centro, no departamento Indre. Estende-se por uma área de 30,53 km². Em 2010 a comuna tinha 715 habitantes (densidade: 23,4 hab./km²).